# Tadg mac Conchobair
Tadg mac Conchobair (mort en 900) est un roi de Connacht issu des Uí Briúin une branche des Connachta]. Il est le fils de Conchobar mac Taidg Móir (mort en 882), un précédent souverain, et le second de ses trois fils à occuper successivement le trône, après son aîné Áed mac Conchobair (mort en 888). Il appartient au Síl Muiredaig un sept des Uí Briúin. Il règne de 888 à 900.

## Biographie
Son frère à trouver la mort en combattant contre les Viking aux côtés de l'Ard ri Erenn. Les annales relèvent qu'en 891 les Hommes du nord du Connacht et particulièrement les Ui Amalgada, une branche des Uí Fiachrach défont les forces scandinaves et tuent leur chef
.
Le Connacht était généralement sujet des Ard ri Ui Neill à cette époque et en 897, l'Ard ri Erenn Flann Sinna (mort en 916) envahit le Connacht et s'assure de sa soumission. En 899, les Connachta effectuent un raid dans l'ouest du Mide mas ils sont vaincus
à Áth Luain. Les Annales des quatre maîtres associent cette expédition à un renouveau de la puissance du Connacht sous l'égide de Tadg. Les annales relèvent la mort de Tadg l'année suivante Son frère cadet Cathal mac Conchobair lui succède. Son fils Cathal mac Taidg meic Conchobair (mort en 973) sera également brièvement roi du Connacht 

## Sources
- (en) Francis John Byrne, Irish Kings and High-Kings, Londres, Batsford, 1973 (ISBN 0-7134-5882-8)
- (en) T.W Moody, F.X. Martin, F.J. Byrne A New History of Ireland IX Maps, Genealogies, Lists. A companion to Irish History part II . Oxford University Press réédition 2011  (ISBN 9780199593064) Kings of Connacht to 1224 p. 138.
- (en) Donnchad Ó Corráin, Ireland Before the Normans, Dublin (1972) Gill and Macmillan éditeurs